# Hoàng Hoa
Hoàng Hoa là một xã thuộc huyện Tam Dương, tỉnh Vĩnh Phúc, Việt Nam.
Xã Hoàng Hoa có diện tích là 7,61 km², dân số năm 2019 là 6.500 người, mật độ dân số đạt 854 người/km².